# Ognisty oddech

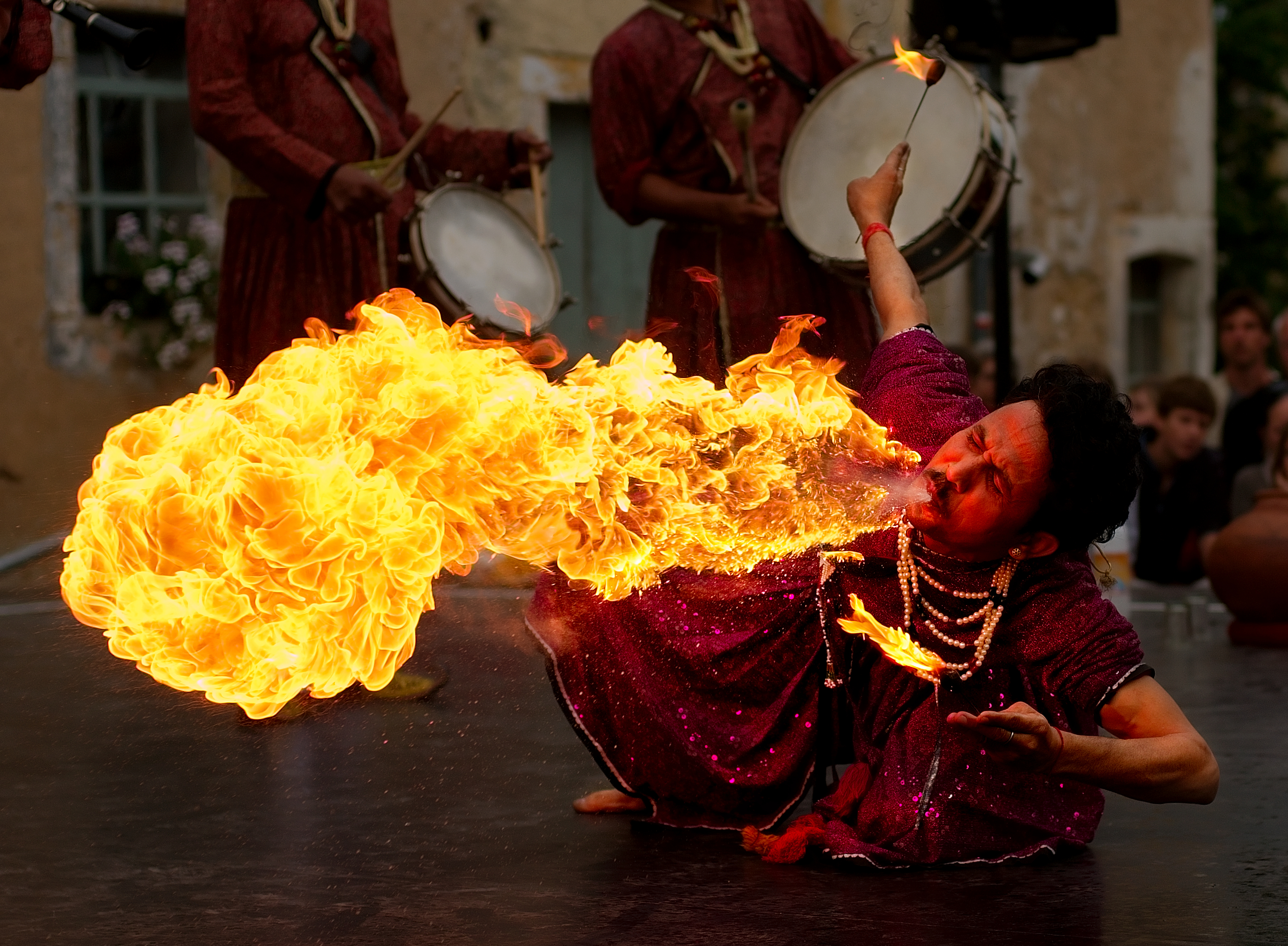
Ognisty oddech w wykonaniu grupy „Jaipur Maharaja Brass Band”

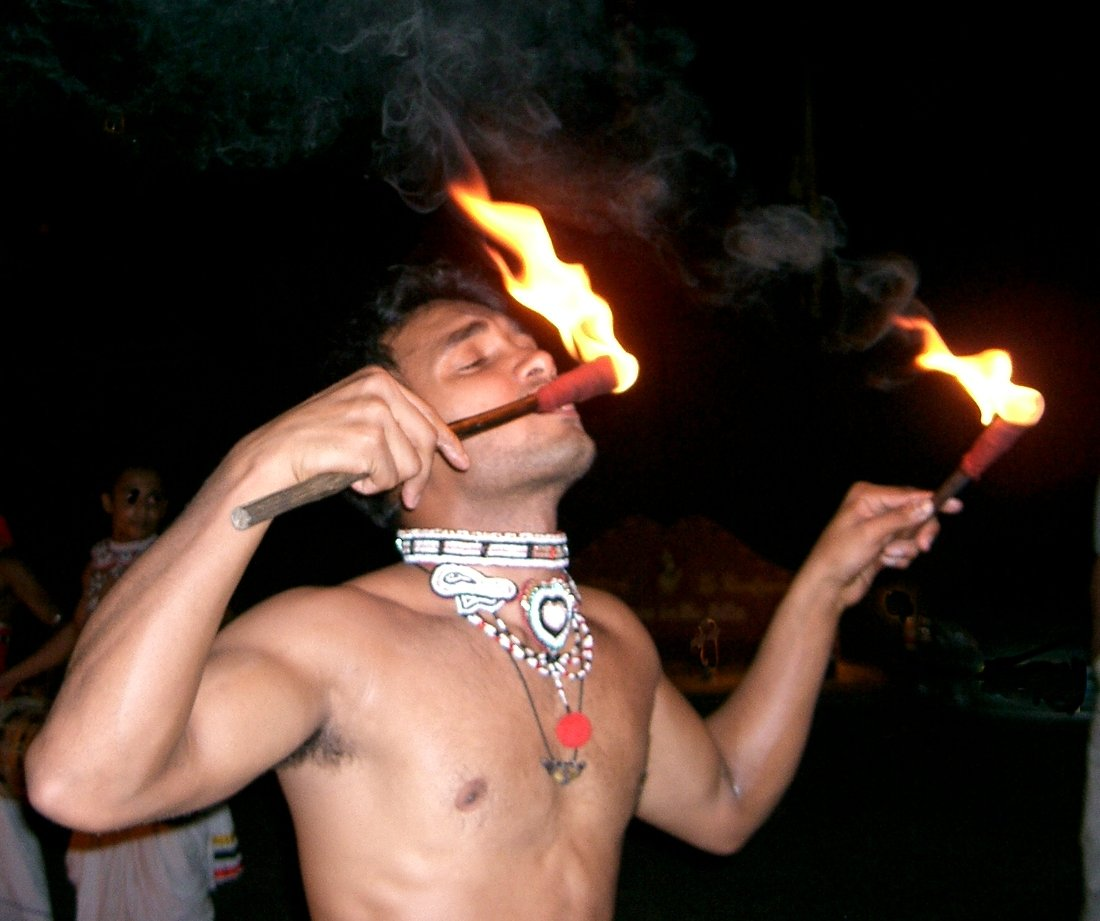
Połykacz ognia ze Sri Lanki

Ognisty oddech, smoczy ogień, smoczy oddech lub plucie ogniem – trik cyrkowy najczęściej wykonywany przez połykacza ognia, powstaje w wyniku zapalenia rozpylonej z ust łatwopalnej cieczy podczas jednego wydmuchu. Uważa się, że sztuka „ognistego oddechu” pochodzi z Indii.
Jest to jeden z ulubionych przez publiczność pokazów, często wykonywany dla podkreśla dramatycznego klimatu przedstawienia. Nazwa sztuczki wywodzi się z wierzeń o legendarnych stworzeniach, zwłaszcza smoków, posiadających wrodzone zdolności do wytwarzania ognistych podmuchów.

## Bezpieczeństwo

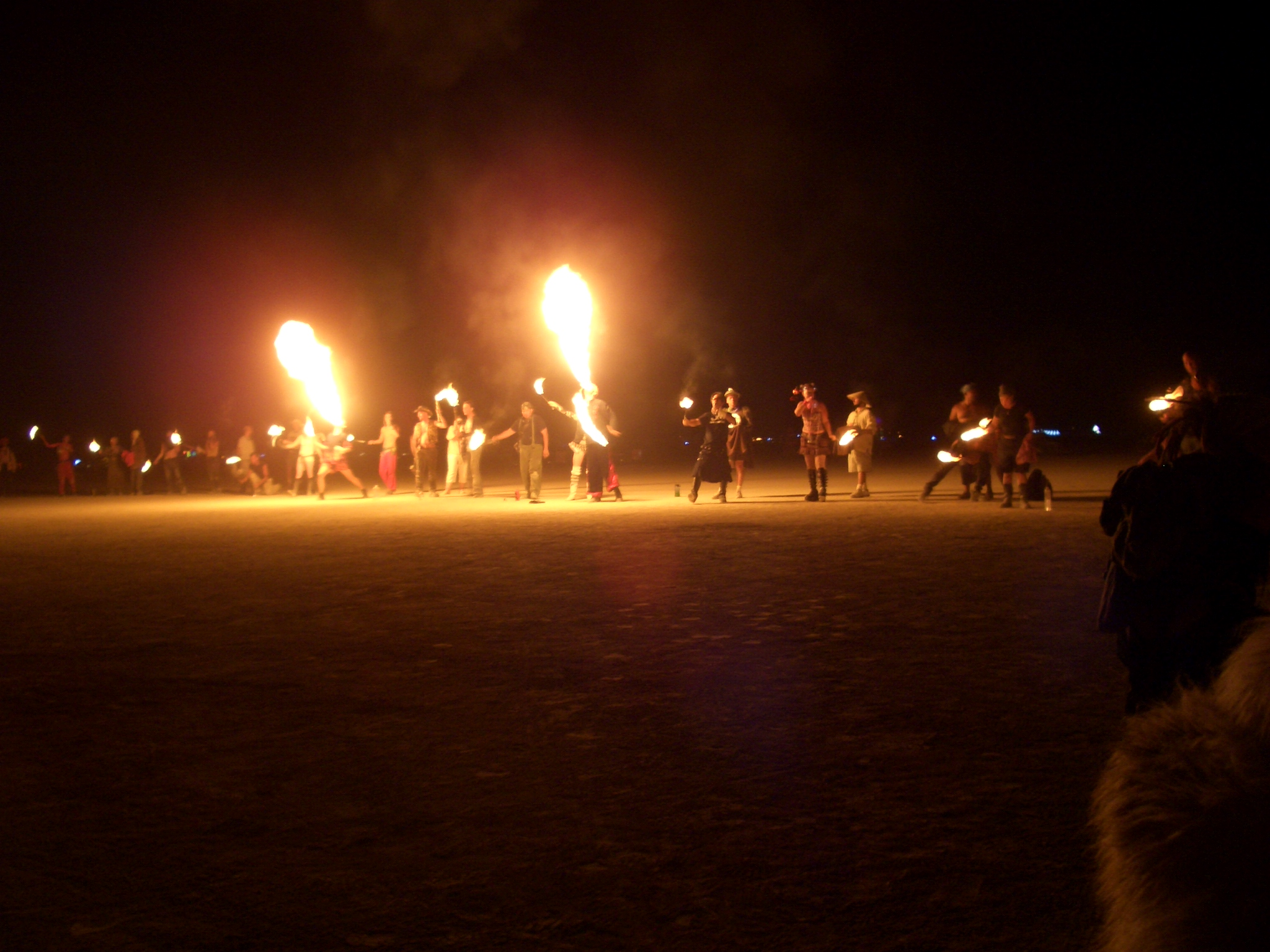
65 połykaczy ognia podczas pokazu Burning Man 2005

Trik ten nie należy do szczególnie trudnych. Jego wykonywanie wiąże się jednak z dość dużym ryzykiem. Jest to najbardziej niebezpieczna ze wszystkich sztuk ognia, nie tylko ze względu na możliwość oparzenia. Połykacze ognia muszą unikać wysoce wybuchowych cieczy, takich jak alkohol lub cieczy opartych na paliwach. Stosuje się bezpieczne mieszanki o wysokiej temperaturze zapłonu (pow. 50 °C), a zarazem posiadające niskie temperatury palenia. Ze względu na stosunkowo bezpieczną (~ 90 °C) temperaturę zapłonu, do wykonania „oddechu smoka” zaleca się specjalną parafinę lub wysoko oczyszczoną naftę.
Podczas wykonania pokazu niezwykle ważny jest kierunek wiatru. Aby określić kierunek, artyści zazwyczaj obserwują płomień w swoich pochodniach. Jeżeli płomień nie wychyla się zbyt mocno w żadnym kierunku, to demonstracja jest stosunkowo bezpieczna. Jeżeli jednak wieje mocniejszy wiatr, to wydmuch należy wykonać „z wiatrem”. Przy zmiennym kierunku wiatru nie zaleca się przeprowadzania triku, ponieważ podmuch może spowodować odwrócenie płomienia w stronę sztukmistrza, co może skończyć się groźnymi poparzeniami.
Ze względów bezpieczeństwa wielu ludzi zajmujących się tym pokazem nosi okulary ochronne, szczególnie podczas silnego wiatru, lub w trakcie grupowych pokazów.
Pomiędzy pokazami, połykacze ognia wycierają usta małą chusteczką, aby usunąć resztki paliwa ze skóry. Szczególnie uważać na swoje bezpieczeństwo powinni cyrkowcy z zarostem, aby paliwo nie zostało na włosach, gdzie może spalać się przez dłuższy okres, ponieważ włosy działają jak knot świecy.

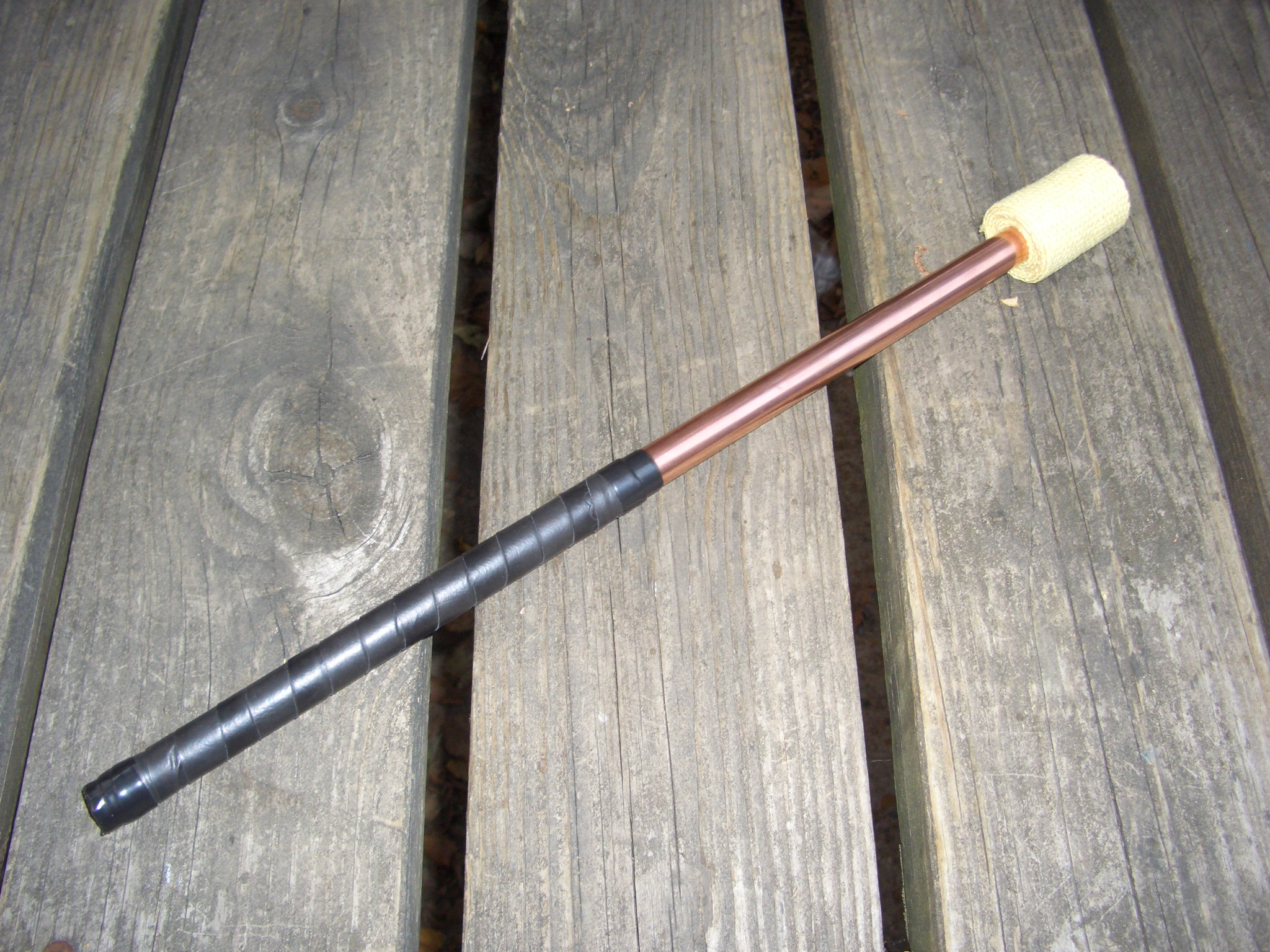
Pochodnia używana w pokazach smoczego ognia

Połykacze ognia wytwarzają mgiełkę z palnej cieczy, poprzez wydmuchnięcie zgromadzonej w ustach substancji. Do stworzenia tego efektu wystarczy odpowiednio ułożyć wargi, czasem używany jest mały rozpylacz (podobny do ustnika w trąbce).
Nawet poprawne wykonanie „ognistego oddechu” może mieć negatywny wpływ na zdrowie i prawidłowe oddychanie. Konsekwencją może być:
- śmierć
- ciężkie oparzenie
- rak
- kłopoty z zębami
- wrzody żołądka i tkanek
- zatrucie paliwem
- ostre zapalenie płuc
- niewydolność oddechowa
- suchy kaszel

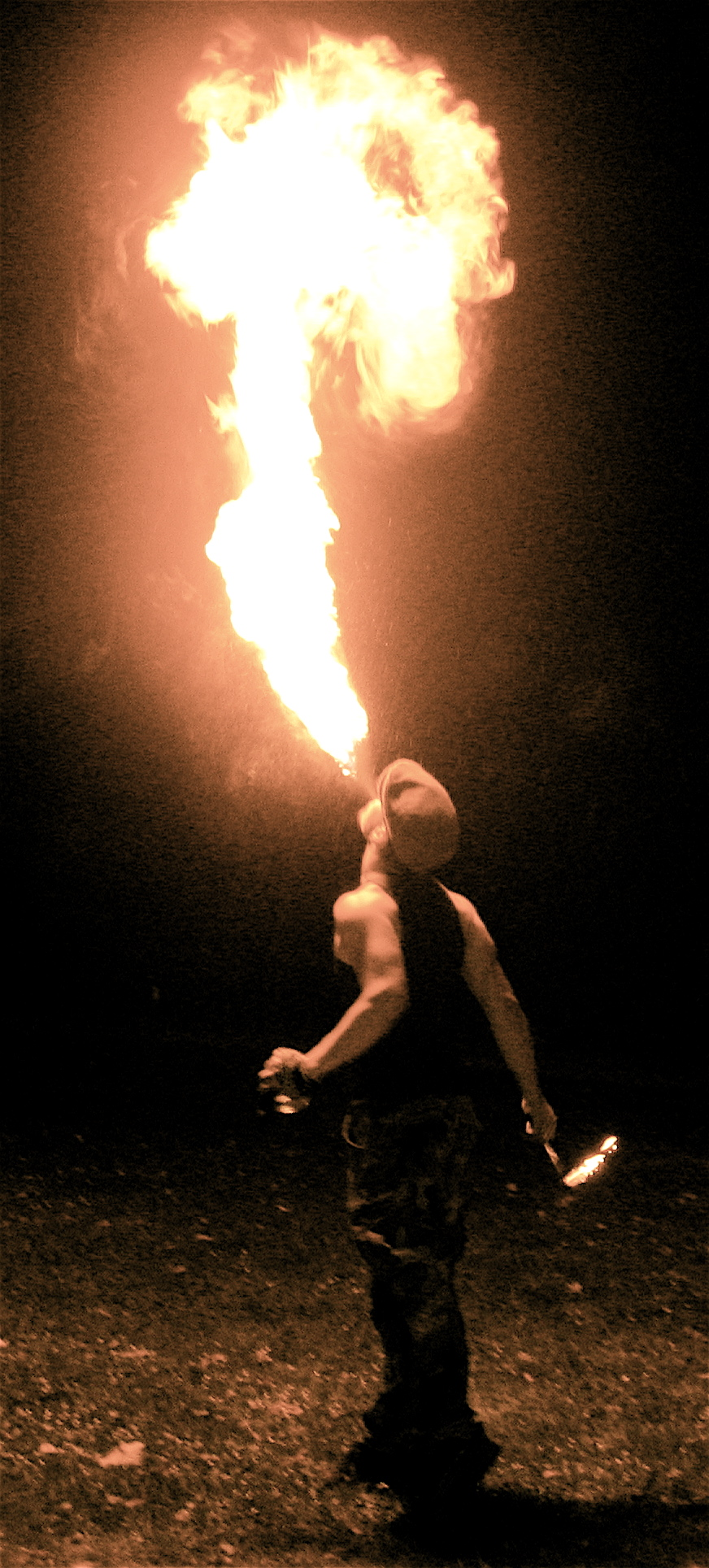
Oddech Smoka

- ból głowy, zawroty głowy, złe samopoczucie
- nudności, biegunka, wymioty, ból brzucha
- suchość w jamie ustnej
- suchość skóry i oparzenia

## Rekordy świata
- 14 marca 2007 holenderscy studenci ze stowarzyszenia TSV D’Artagnan ustanowili nowy rekord świata w jednoczesnym wykonaniu „ognistego oddechu”, w którym wzięło udział 113 osób.
- 15 października 2008 holenderscy studenci z innego stowarzyszenia, s.v. Intermate, poprawili poprzedni wynik – w pokazie uczestniczyło 268 osób[2].
- W sierpniu 2007 rekord na największy łączony „smoczy oddech” ustanowiono na festiwalu Burning Man w Black Rock Desert, Nevada. Pojedynczy „oddech” został przeniesiony przez płomień do 21 osób.
- Tim Black (Australia) z grupy Androgen Fire Art (androgen.net.au) „dmuchnął” ogniem do wysokości 5,4 m. Osiągnięcie zostało wpisane do Księgi Rekordów Guinnessa w Seven Network Studios, Sydney, 19 czerwca 2005. Wynik został przez niego poprawiony 15 września 2007 w Pekinie, przy użyciu specjalnego rozpylacza. Obecny rekord wynosi 7,20 m.